# Иво Сиромахов
Иво Божанов Сиромахов е български писател, сценарист, актьор, драматург и телевизионен водещ.

## Биография
Роден е на 29 декември 1971 г. в София, България. През 1990 г. завършва Националната гимназия за древни езици и култури, а през 1996 г. се дипломира в НАТФИЗ, специалност театрална режисура.
Работи като режисьор в Малък градски театър „Зад канала“ и Театър „Българска армия“. От 2000 до 31 юли 2019 г. е главен сценарист в предаването „Шоуто на Слави“, където се изявява също като водещ и актьор. Публикувал е множество авторски текстове и в списанията „MAXIM“ „Playboy“, „Hustler“ и „MAX“. Сътрудничи с политически фейлетони на вестник „24 часа“. През 2013 г. участва като актьор в комедийното импровизационно шоу на BTV „Младост 5“.
През 2021 година заедно с режисьора Златомир Молдовански основава продуцентската компания „БГ комедия“. Компанията създава театрални спектакли, в които участват някои от най-изявените български актьори. Фокусирана е върху съвременната драматургия, емоционалния театър и интелигентния хумор. 

## Книги
- „Една нощ в гробищата“ (1999)
- „Оптимистична теория за българския секс“ (2007)
- „Дневници и нощници“ (2008)
- „Още дневници и нощници“ (2009)
- „Няма смисъл“ (2009)
- „BG дневници и нощници – Създателите“ (2010)
- „Няма значение“ (2011)
- „Очила“ (2012)
- „Българско криминале“ (2012)
- „Страшни дневници и нощници“ (2012)
- „Уважаеми зрители“ (2013)
- „Български работи“ (2014)
- „Моят таен любовен живот“ (2014)
- „7 жени“ (2015)
- „Слави Трифонов: За мен е чест“ (2015)
- „Любовни истории“ (2016)
- „Шекспир 3D“ (2016)
- „Малки приказки“ (2016)
- „Българско радио“ (2017)
- „Пълни събрани дневници и нощници“ (2017)
- „Скарлет + Иво = ВНЛ“ (2018)
- „Ку-ку бенд: Ад и Рай“ (2018)
- „Приказки от планината“ (2018)
- „У майкини“ (2020)
- „12 принцеси“ (2020)
- „Майкини и другите“ (2021)
- „Певицата взема властта“ (2021)
- „Приказно пътешествие“ (2022)
- „Бай Тошо“ (2023)
- „Тони и Гари обикалят света“ (2024)
- „Очила и нови разкази“ (2024)
- „Моите вдъхновители“ (2024)
- „Тони и Гари си избират професия“ (2025)
- „Фермата на писателите“ (2025)

## Пиеси
- „Българско криминале“ (2009)
- „Сводници“ (2009)
- „Операцията“ (2011)
- „Любовни истории“ (2012)
- „Островът“ (2018)
- „# Кой е Големанов?“ (2018) – либрето за мюзикъл по пиесата на Ст. Л. Костов
- „Игра за двама“ (2021)
- „Българската литература накратко“ (2022)
- „Сънища“ (2024)

## Филмография
Като актьор
- „Сезонът на канарчетата“ (1993)
- „Козият рог“ (1994)

## Награди
- Награда на БНР за дебют в областта на изкуствата – 1995 г.[2][1]
- „Цветето на Хеликон“ за най-продавана книга от български автор („Моят таен любовен живот“) – 2014 г.[7]
- Награда на Народната библиотека „Иван Вазов“ (Пловдив) – „Любим автор на Пловдив“ – 2014 г.[8]

- „Златно перо“ за принос към българската култура и изкуство – 2021 г.[9][10]
- Награда на детското жури от Националния фестивал на детската книга „Константин Константинов“ – 2023 г.[11]